# AMR (kodek)
AMR (anglicky Adaptive Multi-Rate compression) je metoda komprese zvuku používaná a určená především pro řeč. AMR je kodek používaný v UMTS sítích, ale je ho možno použít i GSM sítích. Dále se používá zejména v elektronických diktafonech a mobilních telefonech, kde při kompresi mluveného slova dosahuje výborných výsledků. AMR má celou řadů režimů a je kompatibilní s GSM-EFR, PDC a TMDA-EFR.
Horší kvalitu má záznam hudby, pro který je vhodnější například formát OGG Vorbis, MP3 či WMA. AMR se také používá pro kompresi zvuku v MMS zprávách a také v systému IMS, kde je základním kodekem. AMR je součástí standardu 3GPP. Označení AMR se užívá rovněž jako přípona souborů touto metodou komprimovaných (*.amr). Vzorkovací frekvence je 8 kHz při 13 bitech, každých 20 ms je možná změna bitového toku, proto název Adaptive Multi-Rate. Přes svoje značné rozšíření není samotná existence formátu mezi jeho uživateli příliš známa.
AMR kodek umožňuje 14 módů kódování, 8 je pro plnou rychlost (full rate) a 6 pro poloviční rychlost (half rate).
| Mód       | Rychlost     | Kanál | Kompatibilní s                         |
| --------- | ------------ | ----- | -------------------------------------- |
| AMR_12.20 | 12,20 kbit/s | FR    | ETSI GSM Enhanced Full Rate            |
| AMR_10.20 | 10,20 kbit/s | FR    |                                        |
| AMR_7.95  | 7,95 kbit/s  | FR/HR |                                        |
| AMR_7.40  | 7,40 kbit/s  | FR/HR | TIA/EIA IS-641 TDMA Enhanced Full Rate |
| AMR_6.70  | 6,70 kbit/s  | FR/HR | ARIB 6,7 kbit/s Enhanced Full Rate     |
| AMR_5.90  | 5,90 kbit/s  | FR/HR |                                        |
| AMR_5.15  | 5,15 kbit/s  | FR/HR |                                        |
| AMR_4.75  | 4,75 kbit/s  | FR/HR |                                        |
| AMR_SID   | 1,80 kbit/s  | FR/HR |                                        |

## AMR-WB
AMR-WB neboli AMR WideBand používá dvojnásobnou vzorkovací frekvenci tedy 16 kHz a umožňuje vyšší datové toky a tím vyšší kvalitu. AMR-WB poskytuje tedy věrnější přenos a je s ním počítáno třeba pro mobilní televizi nebo rádio. Také je možné použití pro kvalitnější telefonní hovor nebo video či telekonference.

## AMR WB+
AMR WB+ tedy AMR WideBand plus, někdy také Stereo over AMR, umožňuje stejně jako AMR-WB použití vzorkovací frekvence 16 kHz nebo 8 kHz a přidává druhý kanál pro přenos stereofonního signálu.

## Editace
Pro účely editace se obvykle převádí do nekomprimovaného formátu WAV.
Bezztrátová editace je teoreticky možná, ale v praxi se nepoužívá.
MP4 videosekvenci (MPEG4 + AMR) z mobilního telefonu, lze přehrát například programem MPlayer, pokud je vybaven kodekem AMR.